# 825
El 825 (DCCCXLIX) fou un any comú començat en diumenge del calendari julià.

## Esdeveniments
- En un tractat es menciona la presència d'anacoretes a l'illa de Thule.
- Fundació de la ciutat de Múrcia.

## Necrològiques
- Rampó, comte de Barcelona, Girona, Besalú i Osona.